# Marais-Vernier (Eure)
Pour les articles homonymes, voir Marais-Vernier (région) et Vernier.
Marais-Vernier est une commune française située dans le département de l'Eure, en région Normandie.

## Géographie

### Localisation
Marais-Vernier est une commune du Nord-Ouest du département de l'Eure située au sein du parc naturel régional des Boucles de la Seine normande. Elle appartient à la région naturelle du Marais-Vernier.
| La Cerlangue (Seine-Maritime), Tancarville (Seine-Maritime) |                | Quillebeuf-sur-Seine                                |
| Saint-Samson-de-la-Roque                                    | Marais-vernier | Saint-Aubin-sur-Quillebeuf Sainte-Opportune-la-Mare |
| Bouquelon                                                   | Bouquelon      | Bouquelon                                           |

### Hydrographie
La commune est située dans le bassin Seine-Normandie. Elle est drainée par la Seine,.

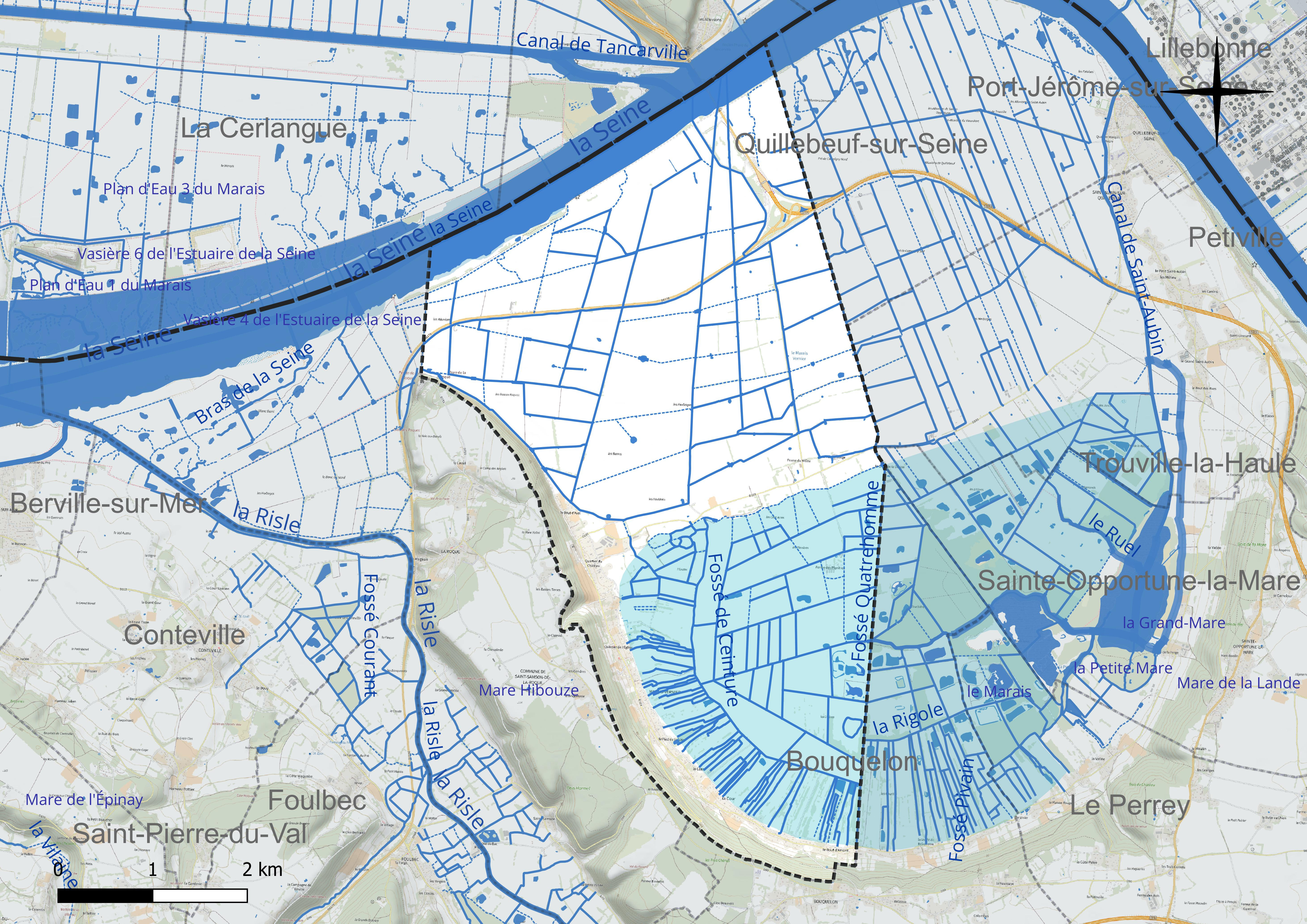
Réseau hydrographique de Marais-Vernier.

Un plan d'eau complète le réseau hydrographique : le plan d'eau des Litières (1,4 ha),.

### Climat
Pour des articles plus généraux, voir Climat de la Normandie et Climat de l'Eure.
En 2010, le climat de la commune est de type climat océanique franc, selon une étude du CNRS s'appuyant sur une série de données couvrant la période 1971-2000. En 2020, Météo-France publie une typologie des climats de la France métropolitaine dans laquelle la commune est exposée à un climat océanique et est dans la région climatique  Côtes de la Manche orientale, caractérisée par un faible ensoleillement (1 550 h/an) ; forte humidité de l’air (plus de 20 h/jour avec humidité relative > 80 % en hiver), vents forts fréquents. Parallèlement le GIEC normand, un groupe régional d’experts sur le climat, différencie quant à lui, dans une étude de 2020, trois grands types de climats pour la région Normandie, nuancés à une échelle plus fine par les facteurs géographiques locaux. La commune est, selon ce zonage, exposée à un « climat contrasté des collines », correspondant au Pays d’Auge, Lieuvin et Roumois, moins directement soumis aux flux océaniques et connaissant toutefois des précipitations assez marquées en raison des reliefs collinaires qui favorisent leur formation.
Pour la période 1971-2000, la température annuelle moyenne est de 11,1 °C, avec  une amplitude thermique annuelle de 12,9 °C. Le cumul annuel moyen de précipitations est de 842 mm, avec 12,2 jours de précipitations en janvier et 8,2 jours en juillet. Pour la période 1991-2020, la température moyenne annuelle observée sur la station météorologique la plus proche, située sur la commune de Boulleville à 8 km à vol d'oiseau, est de 11,3 °C et le cumul annuel moyen de précipitations est de 851,2 mm,. Pour l'avenir, les paramètres climatiques de la commune estimés pour 2050 selon différents scénarios d’émission de gaz à effet de serre sont consultables sur un site dédié publié par Météo-France en novembre 2022.

### Milieux naturels et biodiversité
La commune fait partie du parc naturel régional des Boucles de la Seine normande.

## Urbanisme

### Typologie
Au 1er janvier 2024, Marais-Vernier est catégorisée commune rurale à habitat dispersé, selon la nouvelle grille communale de densité à 7 niveaux définie par l'Insee en 2022.
Elle est située hors unité urbaine. Par ailleurs la commune fait partie de l'aire d'attraction du Havre, dont elle est une commune de la couronne,. Cette aire, qui regroupe 116 communes, est catégorisée dans les aires de 200 000 à moins de 700 000 habitants,.
La commune, bordée par l'estuaire de la Seine, est également une commune littorale au sens de la loi du 3 janvier 1986, dite loi littoral. Des dispositions spécifiques d’urbanisme s’y appliquent dès lors afin de préserver les espaces naturels, les sites, les paysages et l’équilibre écologique du littoral, tel le principe d'inconstructibilité, en dehors des espaces urbanisés, sur la bande littorale des 100 mètres, ou plus si le plan local d’urbanisme le prévoit.

### Occupation des sols
L'occupation des sols de la commune, telle qu'elle ressort de la base de données européenne d’occupation biophysique des sols Corine Land Cover (CLC), est marquée par l'importance des territoires agricoles (84 % en 2018), en diminution par rapport à 1990 (85,7 %). La répartition détaillée en 2018 est la suivante : prairies (59,9 %), terres arables (24 %), forêts (5,1 %), eaux maritimes (4,4 %), zones urbanisées (4 %), zones industrielles ou commerciales et réseaux de communication (1 %), eaux continentales (0,9 %), milieux à végétation arbustive et/ou herbacée (0,7 %), zones agricoles hétérogènes (0,2 %). L'évolution de l’occupation des sols de la commune et de ses infrastructures peut être observée sur les différentes représentations cartographiques du territoire : la carte de Cassini (XVIIIe siècle), la carte d'état-major (1820-1866) et les cartes ou photos aériennes de l'IGN pour la période actuelle (1950 à aujourd'hui).

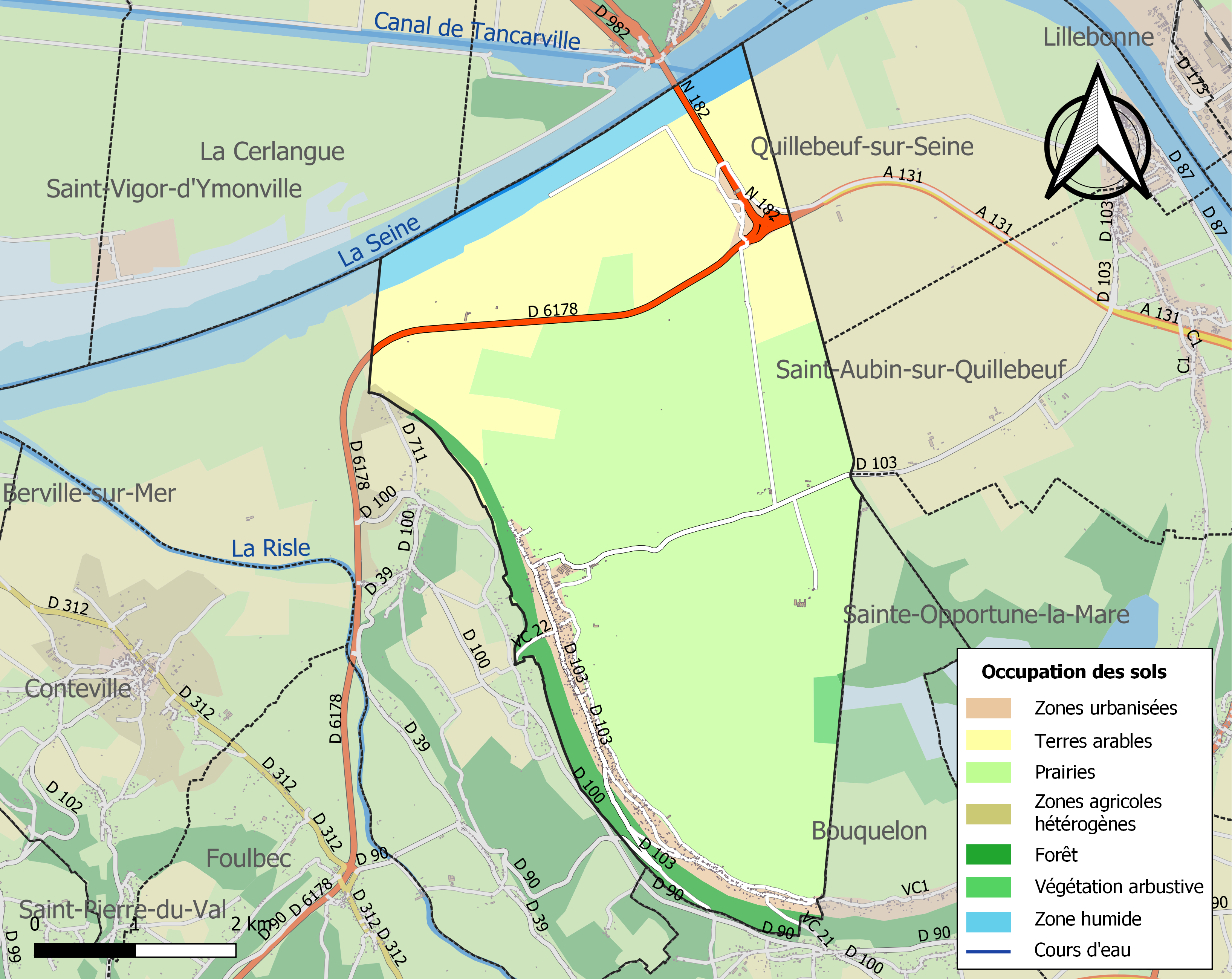
Carte des infrastructures et de l'occupation des sols de la commune en 2018 (CLC).

## Toponymie
Le nom de la localité du Marais-Vernier est attesté sous la forme Marescus Warnerii au XIIe siècle (cartulaire de Jumièges),; S. Laurentius de Marisco, sans date (Gallia Christiana); La Mare-Vernier en 1505; La Mare-au-Vernier en 1631 (Tassin, Plans et profilz); Mares-à-Vernier en 1648 (La Roque); Marais-Varnier en 1738 (Saas).
Les formes de 1505, 1631 et 1648 ne se rapportent peut-être pas à ce toponyme mais à un lieu nommé la Mare-Vernier dont on dénombre au moins une occurrence : la Mare-Vernier à Pacy-sur-Eure.
La dénomination de la paroisse a été empruntée à celle du marais. L'élément Warner- représente le nom de personne germanique Warnhari qui a régulièrement évolué en Varnier / Vernier dans cette partie de la Normandie. Ce sont aujourd'hui des patronymes assez communs. On le retrouve également sous la forme Vernier dans le nom de lieu Val-Vernier à Brachy.
L'évolution de la graphie Warnier > Varnier est liée à l'évolution de la prononciation en normand septentrional [w] > [v] au XIIe siècle. Ensuite, l'évolution Var- > Ver- est attendue, et due à l'action fermante de [r] en syllabe initiale au Moyen Âge. Cette évolution se manifeste par exemple dans les parlers de la Seine-Maritime et de l'Eure dans les mots lerme < larme; ergent < argent; etc.
L'explication par le nom Verne  que l'on rencontre parfois dans des publications non spécialisées en onomastique n’a pas de fondement. En effet, elle est contredite par les formes anciennes. En outre, l'élément verne aurait été combiné de manière exceptionnelle avec le suffixe -ier, s'il s'agit bien de ce suffixe. Enfin, si le mot verne est commun dans la toponymie occitane et au sud et à l'est du domaine d'oïl, comme il l'est dans les langues de ces régions, il est en revanche absent de la toponymie médiévale de la Normandie, où l'on ne recense aucune occurrence de cet appellatif dans l'Eure. Ce mot d'origine celtique (gaulois) n'a pas survécu à la romanisation de cette province.

## Histoire
Faisait partie de l'exemption de Saint-Samson relevant de l'évêché de Dol.
Asséché par des ingénieurs hollandais appelés par Henri IV en 1607.

## Politique et administration

### Liste des maires
| Période                                  | Période  | Identité          | Étiquette | Qualité      |
| ---------------------------------------- | -------- | ----------------- | --------- | ------------ |
| mars 2014                                | En cours | William Calmesnil | DVD       | Contremaître |
| Les données manquantes sont à compléter. |          |                   |           |              |

### Jumelage
Au 15 septembre 2017, Marais-Vernier est jumelée avec  Oudenburg (Belgique) depuis 1979.

## Population et société

### Démographie
L'évolution du nombre d'habitants est connue à travers les recensements de la population effectués dans la commune depuis 1793. Pour les communes de moins de 10 000 habitants, une enquête de recensement portant sur toute la population est réalisée tous les cinq ans, les populations de référence des années intermédiaires étant quant à elles estimées par interpolation ou extrapolation. Pour la commune, le premier recensement exhaustif entrant dans le cadre du nouveau dispositif a été réalisé en 2005.

En 2022, la commune comptait 473 habitants, en évolution de −6,89 % par rapport à 2016 (Eure : −0,25 %, France hors Mayotte : +2,11 %).
| 1793 | 1800 | 1806 | 1821 | 1831 | 1836 | 1841 | 1846 | 1851 |
| ---- | ---- | ---- | ---- | ---- | ---- | ---- | ---- | ---- |
| 617  | 594  | 619  | 593  | 614  | 623  | 646  | 582  | 583  |

| 1856 | 1861 | 1866 | 1872 | 1876 | 1881 | 1886 | 1891 | 1896 |
| ---- | ---- | ---- | ---- | ---- | ---- | ---- | ---- | ---- |
| 601  | 544  | 586  | 560  | 560  | 571  | 590  | 613  | 598  |

| 1901 | 1906 | 1911 | 1921 | 1926 | 1931 | 1936 | 1946 | 1954 |
| ---- | ---- | ---- | ---- | ---- | ---- | ---- | ---- | ---- |
| 589  | 600  | 588  | 570  | 564  | 513  | 560  | 522  | 544  |

| 1962 | 1968 | 1975 | 1982 | 1990 | 1999 | 2005 | 2006 | 2010 |
| ---- | ---- | ---- | ---- | ---- | ---- | ---- | ---- | ---- |
| 508  | 495  | 502  | 464  | 480  | 455  | 492  | 492  | 494  |

| 2015 | 2020 | 2022 | - | - | - | - | - | - |
| ---- | ---- | ---- | - | - | - | - | - | - |
| 506  | 475  | 473  | - | - | - | - | - | - |

## Culture locale et patrimoine

### Lieux et monuments
La commune de Marais-Vernier compte deux édifices classé et inscrit au titre des monuments historiques :
- l'église Saint-Laurent (XIIe, XVe et XVIe),  Classé MH (1932)[28]. Elle a été consacrée en 1129 par Baudri de Bourgueil, évêque de Dol[29] ;

- le manoir dit des Hollandais (XVIIe) au lieu-dit le Bout d'aval  Inscrit MH (2024)[30].

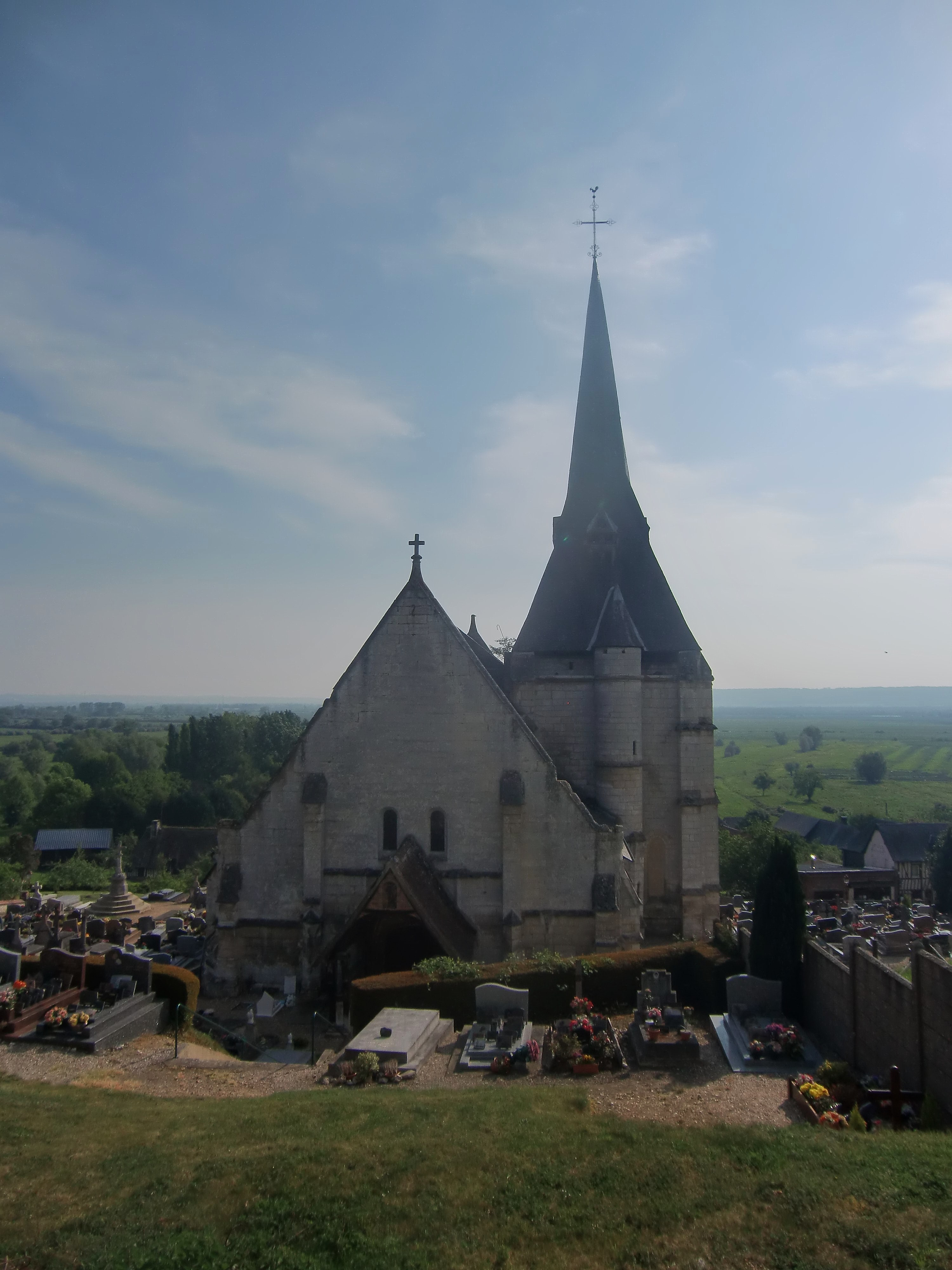
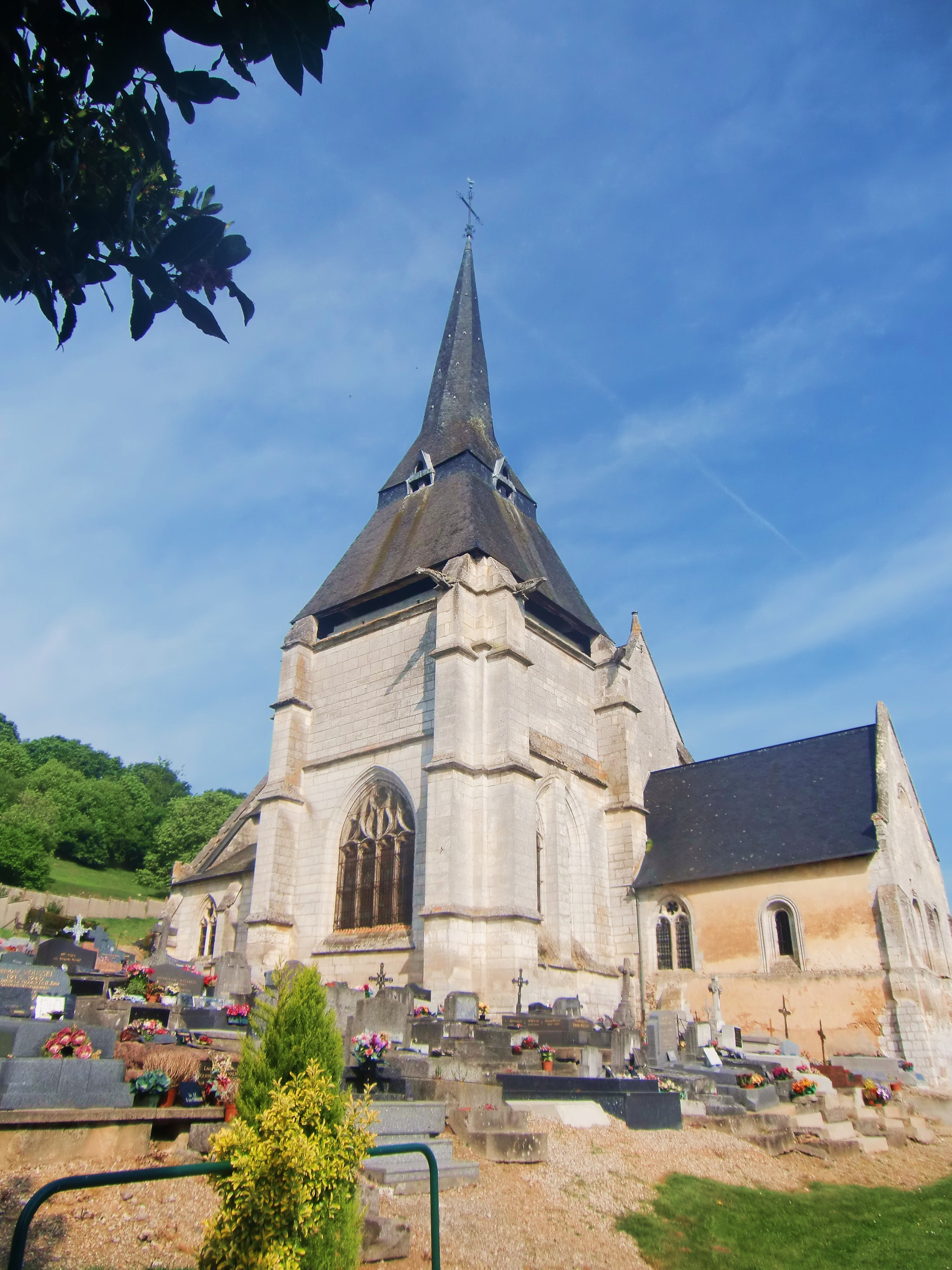

Par ailleurs, de nombreux autres édifices sont inscrits à l'inventaire général du patrimoine culturel :
- la mairie (XIXe)[31] ;
- un château du XVIIe siècle[32] ;
- une croix de cimetière du XVIe siècle[33] ;
- un manoir du XVIe siècle au lieu-dit la Côte[34]  ;
- deux maisons : l'une du XIXe siècle[35], l'autre du XVIIIe siècle[36] ;
- de nombreuses fermes : une des XVIIIe et XIXe siècles[37], une des XVIe et XVIIIe siècles[38], une du XVIIIe siècle[39], une des XVIIIe et XIXe siècles au lieu-dit Quartier du Château[40], une du XVIIIe siècle au lieu-dit le Bout d'Amont[41] et une dernière du XVIIIe siècle au lieu-dit la Côte[42].

Enfin, il est à relever également que le Pont de Tancarville est situé pour moitié sur la commune.

### Personnalités liées à la commune
Michel Bussi mentionne le Marais-Vernier dans son roman "Mourir sur Seine". Il spécifie que la commune était la dernière de France à pratiquer l'étampage au tison ardent. (Chapitre 9 du livre).